# (464335) 2016 AD112
(464335) 2016 AD112 es un asteroide perteneciente al cinturón de asteroides, descubierto el 30 de octubre de 2005 por el equipo Spacewatch desde el Observatorio Nacional de Kitt Peak (Arizona, Estados Unidos).